# TRIM (Software)
TRIM (TRends & Indices for Monitoring data) ist ein bei Statistics Netherlands entwickeltes Freeware-Computerprogramm zur Zeitreihenanalyse von Monitoringdaten von Tier- und Pflanzenwelt. Es wertet die Zähldaten mittels einer Poissonregression aus und liefert Trendschätzungen der Bestandszahlen und jährliche Abundanzindices.

## Einsatzbereich
Monitoringprogramme von Flora und Fauna bestehen im Normalfall aus der jährlichen Feststellung der Individuenzahl aller bzw. ausgewählter Arten auf einer großen Anzahl von Monitoringflächen. Hauptzweck solcher Monitoringaktivitäten ist die Feststellung von Änderungen der Populationsgröße oder der geographischen Verbreitung im Verlauf der Jahre. Solche Änderungen werden oft in Form von Indices repräsentiert, wobei das erste Jahr als Basis genommen und dessen Index auf 1 oder 100 gesetzt wird. Monitoringdaten haben meist „lästige“ statistische Eigenschaften, die ihre Analyse komplizieren:
- Sie weisen oft Fehlwerte auf, d. h. nicht alle Flächen wurden in den allen Jahren untersucht.
- Die Daten sind zeitlich autokorreliert, d. h. die Populationsgröße einer Art auf einer Fläche hängt von der Populationsgröße in den Vorjahren ab, damit ist die Unabhängigkeitsvoraussetzung verletzt.
- Die Daten zeigen Überdispersion (englisch overdispersion) d. h. die Varianz ist größer als der Erwartungswert, damit ist eine wichtige Eigenschaft der Poisson-Verteilung nicht erfüllt.
- Die Trends weisen im Verlauf der Jahre Knickpunkte auf.
- Arten zeigen unterschiedliche Trends in Abhängigkeit von Habitattypen oder anderen Kovariablen.
- Verschiedene Habitattypen sind unterschiedlich intensiv untersucht, was die Schätzung eines landesweiten (oder europaweiten) Abundanztrends erschwert.

In TRIM sind für all diese Probleme Lösungen implementiert und können menügesteuert angewählt werden. TRIM kann von der Website von Statistics Netherlands heruntergeladen werden. Seit 2018 ist TRIM auch als R-Package verfuegbar.

## Verbreitung
TRIM wird seit mehr als zehn Jahren bei der Auswertung von landesweiten Monitoringdaten in den Niederlanden angewandt (beispielsweise von Sovon Vogelonderzoek Nederland) und liefert die offiziellen, von Statistics Netherlands publizierten Ergebnisse zum Zustand von Fauna und Flora. Darüber hinaus wird TRIM auch international eingesetzt, zum Beispiel vom European Bird Census Council und dem Monitoring Greifvögel und Eulen Europas.